# Titularbistum Archis
Archis ist ein ehemaliges Bistum der römisch-katholischen Kirche und heute ein Titularbistum. Es gehörte der Kirchenprovinz Antiochia ad Pisidiam an. Namengebend war die antike Stadt Archis in der römischen Provinz Pisidia bzw. Lycaonia, heute in der südlichen Türkei gelegen.

## Titularbischöfe von Archis
| Titularbischöfe von Archis |                                      |                                                          |                   |               |
| Nr.                        | Name                                 | Amt                                                      | von               | bis           |
| 1                          | Francisco de Sales Crespo y Bautista | Weihbischof in Toledo (Spanien)                          | 23. Dezember 1861 | 5. Juli 1875  |
| 2                          | Pierre-Marie Le Berre CSSp           | Apostolischer Vikar der Zwei Guineas (Französisch-Kongo) | 7. September 1877 | 16. Juli 1891 |